# Lighthouse Point
Lighthouse Point ist eine Stadt im Broward County im US-Bundesstaat Florida. Das U.S. Census Bureau hat bei der Volkszählung 2020 eine Einwohnerzahl von 10.486 ermittelt.

## Geographie
Lighthouse Point befindet sich etwa 15 km nördlich von Fort Lauderdale und 45 km nördlich von Miami. Angrenzende Kommunen sind Deerfield Beach, Hillsboro Beach und Pompano Beach.
Die geographischen Koordinaten sind: 26,28° Nord, 80,09° West. Das Stadtgebiet hat eine Größe von 6,2 km².

## Demographische Daten
Laut der Volkszählung 2010 verteilten sich die damaligen 10.344 Einwohner auf 5774 Haushalte. Die Bevölkerungsdichte lag bei 1753,2 Einw./km². 94,0 % der Bevölkerung bezeichneten sich als Weiße, 1,7 % als Afroamerikaner, 0,3 % als Indianer und 1,6 % als Asian Americans. 0,9 % gaben die Angehörigkeit zu einer anderen Ethnie und 1,6 % zu mehreren Ethnien an. 7,5 % der Bevölkerung bestand aus Hispanics oder Latinos.
Im Jahr 2010 lebten in 21,1 % aller Haushalte Kinder unter 18 Jahren sowie 35,0 % aller Haushalte Personen mit mindestens 65 Jahren. 57,2 % der Haushalte waren Familienhaushalte (bestehend aus verheirateten Paaren mit oder ohne Nachkommen bzw. einem Elternteil mit Nachkomme). Die durchschnittliche Größe eines Haushalts lag bei 2,11 Personen und die durchschnittliche Familiengröße bei 2,74 Personen.
18,0 % der Bevölkerung waren jünger als 20 Jahre, 17,1 % waren 20 bis 39 Jahre alt, 34,9 % waren 40 bis 59 Jahre alt und 29,9 % waren mindestens 60 Jahre alt. Das mittlere Alter betrug 49 Jahre. 49,3 % der Bevölkerung waren männlich und 50,7 % weiblich.
Das durchschnittliche Jahreseinkommen lag bei 76.106 $, dabei lebten 7,4 % der Bevölkerung unter der Armutsgrenze.
Im Jahr 2000 war Englisch die Muttersprache von 89,18 % der Bevölkerung, spanisch sprachen 4,64 % und 6,18 % hatten eine andere Muttersprache.

## Sehenswürdigkeiten
Am 10. August 1990 wurde der Cap’s Place in das National Register of Historic Places eingetragen.

## Wirtschaft
Die größten Arbeitgeber waren 2018:
| Arbeitgeber                  | Arbeitnehmer |
| ---------------------------- | ------------ |
| Publix                       | 193          |
| City of Lighthouse Point     | 105          |
| Hendrick Honda               | 103          |
| Sheehan Buick GMC, Inc.      | 100          |
| Bonefish Mac's Sports Grille | 100          |
| Lighthouse Point Yacht Club  | 85           |
| Papa's Raw Bar               | 63           |
| Phil Smith Kia               | 52           |
| McDonald’s                   | 48           |
| The Nauto Dawg Marina Café   | 46           |

## Verkehr
Lighthouse Point wird im Westen vom U.S. Highway 1 tangiert, außerdem führt die Interstate 95 drei Kilometer westlich in Nord-Süd-Richtung an der Stadt vorbei. Die nächsten Flughäfen sind der nationale Pompano Beach Airpark sowie der Fort Lauderdale-Hollywood International Airport.

## Kriminalität
Die Kriminalitätsrate lag im Jahr 2010 mit 179 Punkten (US-Durchschnitt: 266 Punkte) im niedrigen Bereich. Es gab fünf Raubüberfälle, neun Körperverletzungen, 54 Einbrüche, 273 Diebstähle, zwölf Autodiebstähle und eine Brandstiftung.